# 저우지훙

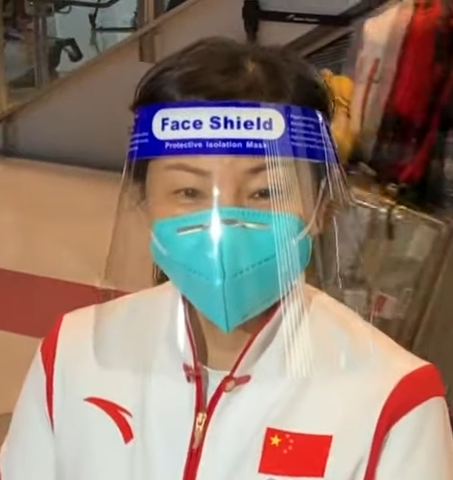

저우지훙(周继红, 1965년 1월 11일 ~ )은 중화인민공화국의 전 여성 다이빙 선수이다.
후베이성 우한시 출신의 저우지훙은 1984년 자신의 첫 하계 올림픽에서 10m 플랫폼 종목의 금메달을 획득하였다. 그녀는 8년 후 바르셀로나 올림픽에도 출전했지만 같은 종목에서 4위에 그쳤다.
그녀는 전 배드민턴 선수이자 현재 중화인민공화국 배드민턴 국가대표팀의 코치인 톈빙이와 결혼하였다.